# Pemón (Sprache)
Pemón ist die Sprache der Pemon-Indianer. Sie gehört zu den Karibischen Sprachen. Die Sprache wird vor allem in Gran Sabana, Venezuela, gesprochen.

## Phonetik
' (kennzeichnet kurze Sprachpausen, nur bei gesprochener Sprache, nicht beim Gesang anzutreffen)
() (Klammern dienen zur Darstellung von ästhetischen Klangphänomenen)

### Vokale
Die Pemón-Sprache weist folgende Vokale auf:
a: /a/
e: /e/ oder /ε:
i: /i/
ï oder ü: /i
o: /o/ oder /ø/
ö: /ø/ oder /ə/ (ähnlich dem Deutschen ö)
u: /u/ (ähnlich dem Deutschen ü)

### Konsonanten
b, p (je nach Region, einmal stimmhaft wie b, oder stimmlos wie p)
ch   (ähnlich dem Deutschen und Französischen ch, je nach Region auch schärferes s, z. B. cho'chi oder sochi)
d  (wechselt häufig in y, Kavanadén oder Kavanayén)
k  (klingt nach n wie g)
r  (r ist immer weich, ähnelt stark dem l)
s  (weiches s zwischen Vokalen, z. B. tüse)
t  (wird nach n häufig wie d ausgesprochen, entana oder endana)
m, n, ñ, v, w, y

## Grammatik
Die Pemón-Sprache hat keine Artikel.
Es gibt keine Präpositionen, sondern Postpositionen.

### Pronomina
Die folgende Tabelle zeigt die Pronomina und Nominalaffixe:
|     | Pronomen   | Subjekt S |
| 1s  | yuurö      | -V        |
| 2s  | amörö      | a-V       |
| 3s  | mö'rö      | i-V       |
| 1&2 | yuurötokon | X-V-kon   |
| 1&3 | inna       |           |
| 3p  | amörönokon | a-V-kn    |

### Verben
Die Verben stehen i. d. R. am Ende des Satzes oder zwischen direkten Objekt und Subjekt. Es gibt Präfixe und Suffixe zur Identifizierung der Person und Zahl. Die Pronomina werden angehängt.

### Lexik
Das Pemón ist mit anderen karibischen Sprachen eng verwandt. Hier einige Wörter in Pemón sowie in Cumanagota (Chaima) und Tamanaku (Tamañkú). Die Wörter in diesen letzten beiden Sprachen wurden von Alexander von Humboldt aufgeschrieben. Die ebenfalls nordkaribische Pémono-Sprache entlang des Oberen Río Majagua ist nicht identisch mit Pemón, sondern steht dem Yabarana, Mapoyo und Tamanaku (Tamañkú) nahe.
| Pemón  | Cumanagota (Chaima) | Tamanaku (Tamañkú) | Deutsch     |
| yuurö  | ure                 | ure                | ich         |
| tuna   | tuna                | tuna               | Wasser      |
| conopo | conopo              | canepo             | Regen       |
| puturu | poturu              | puturo             | Wissen      |
| apok   | apoto               | u-apto             | Feuer       |
| kapüi  | nuna                | nuna               | Mond, Monat |
| wan    | guane               | uane               | Honig       |
| aute   | ata                 | aute               | Haus        |